# Keeramangalam
Keeramangalam è una suddivisione dell'India, classificata come town panchayat, di 7.758 abitanti, situata nel distretto di Pudukkottai, nello stato federato del Tamil Nadu. In base al numero di abitanti la città rientra nella classe V (da 5.000 a 9.999 persone).

## Geografia fisica
La città è situata a 10° 18' 09 N e 79° 05' 11 E.

## Società

### Evoluzione demografica
Al censimento del 2001 la popolazione di Keeramangalam assommava a 7.758 persone, delle quali 3.872 maschi e 3.886 femmine. I bambini di età inferiore o uguale ai sei anni assommavano a 748, dei quali 385 maschi e 363 femmine. Infine, coloro che erano in grado di saper almeno leggere e scrivere erano 5.709, dei quali 3.162 maschi e 2.547 femmine.